# 王兆榮

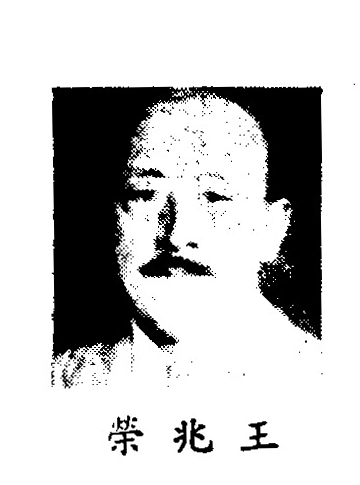
王兆榮近照

王兆榮（1887年7月29日—1968年3月10日），字宏實，又名伯躍，四川省秀山縣中和鎮西街人，曾任國立四川大學第一任校長，制憲國民大會代表，中華民國第一屆立法委員。

## 生平
1887年，王兆榮生於四川省秀山縣中和鎮西街。兆榮祖籍江西，至曾祖始定居四川秀山。其父急公好義，熱心服務鄉里；其母喜濟孤貧。兆榮嘗曰：“吾父之教導，嚴峻中有慈和；吾母則課讀甚嚴，即嬉戲亦不准過於放肆。稍長，受業于塾師石雨村，石先生時以作人之道相啟迪，使不習於惡。”1904年，應縣試，名列前茅，赴州試，又被拔冠軍。1905年春，入成都東文學堂學習。1907年，畢業獲公費去日本留學。1910年春，考入東京第一高等學校預科。次年被分配入學熊本第五高等學校
1915年，從五高畢業後考入東京帝國大學法科政治系。1916年冬，在東京參與發起組織“丙辰學社”，並刊行《學藝雜誌》，思以學術強國。1918年3月，中倭立中日共同防敵軍事協定，留日學生群情激憤，遂由各校代表決定，組織“留日學生救國團”，並被推為總幹事長．他領導該團發出抗議宣言及救國主張，寄上海各報廣為宣傳，並電請歐美留學生一致聲援。救國團的行動，受到日本當局的鎮壓，3000留日學生歸國，王兆榮亦於5月底回到北京，歸國後創辦《救國日報》（任社長）。
1920年秋，停刊。冬，應聘任北京國立法政專門學校教務長．1921年8月19日代表學校參加國立北京八校教職員聯誼會，於民國十一年（1922年）冬辭職。此間并加入李大釗發起之民權運動大同盟
1923年春，任安徽公立法政專門學校校長，不期年而辭去。1924年春，去滬與何公敢、郭沫若、范壽康、周昌壽、鄭貞文等積極籌建私立學藝大學。
是年夏，政府簡任王兆榮為四川省教育廳廳長。1925年秋，私立學藝大學成立。先設文學院。校董會聘王兆榮為校長，郭沫若為院長，甫一年即停辦，返回四川省就職教育廳廳長。1928年，任兩廣政治分會建設委員會專門委員。1929年，任考試院編纂。1931年春，馬君武任中國公學校長，請王兆榮任總務長，旋因解散公學，遂隨馬離職。是年9月加入中國國民黨（黨證號：特字9381號）1932年春，任國立四川大學第一任校長1935年8月，卸任，後去南京擔任全國學術工作諮詢處主任。1941年，任新籌建的樂昌實業公司總經理，主要開發樂山至西昌的運輸事業及資源，在樂山等地先後開辦耐火磚廠、酒精廠、印刷廠、制革廠、造紙廠等。是年任四川省臨時參議會參議員，四川省參議會參議員
抗戰結束後，光華大學將成都分部移贈地方，易名為私立成華大學。董事會聘王兆榮為校長。1946年，任制憲國民大會代表。1948年，當選四川省第六選區第一屆立法委員。1949年11月，任三臺川北大學文商院院長
1950年後，歷任川北行政區各界代表會代表、川北行署參事、川北中蘇友好協會總幹事、川北抗美援朝分會副主席、中國國民黨革命委員會川北分會籌備委員會委員、四川省中蘇友好協會副總幹事、四川省科學普及協會副秘書長、四川省人民委員會參事室副主任，以及四川省第一、二、三屆人民代表大會代表、中國人民政治協商會議四川省第一、二、三屆常委，中國國民黨革命委員會四川省委員會常委、中國國民黨革命委員會中央團結委員會委員
1968年3月10日，在成都病逝